# ATI Rage
O ATI Rage (estilizado como RAGE ou rage) é uma série de chipsets gráficos desenvolvidos pela ATI Technologies que oferecem interface gráfica de usuário (GUI) aceleração 2D, aceleração de vídeo e aceleração 3D desenvolvida pela ATI Technologies. É o sucessor da série ATI Mach de aceleradores 2D.

## 3D RAGE (I)
O chip 3D RAGE original (também conhecido como Mach64 GT) foi baseado em um núcleo Mach64 2D com nova funcionalidade 3D e aceleração MPEG-1. O 3D RAGE foi lançado em abril de 1996. O 3D RAGE foi usado na placa de vídeo 3D Xpression da ATI. Além disso, esse chip foi encontrado integrado à linha IBM Aptiva 2176 com o gabinete Stealth e veio com uma cópia gratuita do MechWarrior 2: 31st Century Combat, que só funcionou com esse chip gráfico para mostrar suas habilidades. A configuração de memória neste chip integrado era de 2 Megabytes.

## 3D RAGE II (II+, II+DVD, IIc)

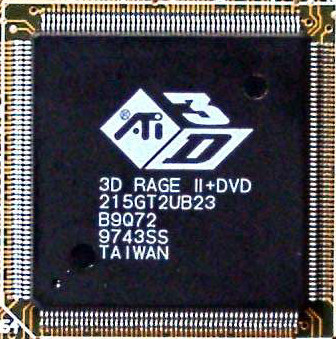
Chip ATI Rage II+DVD

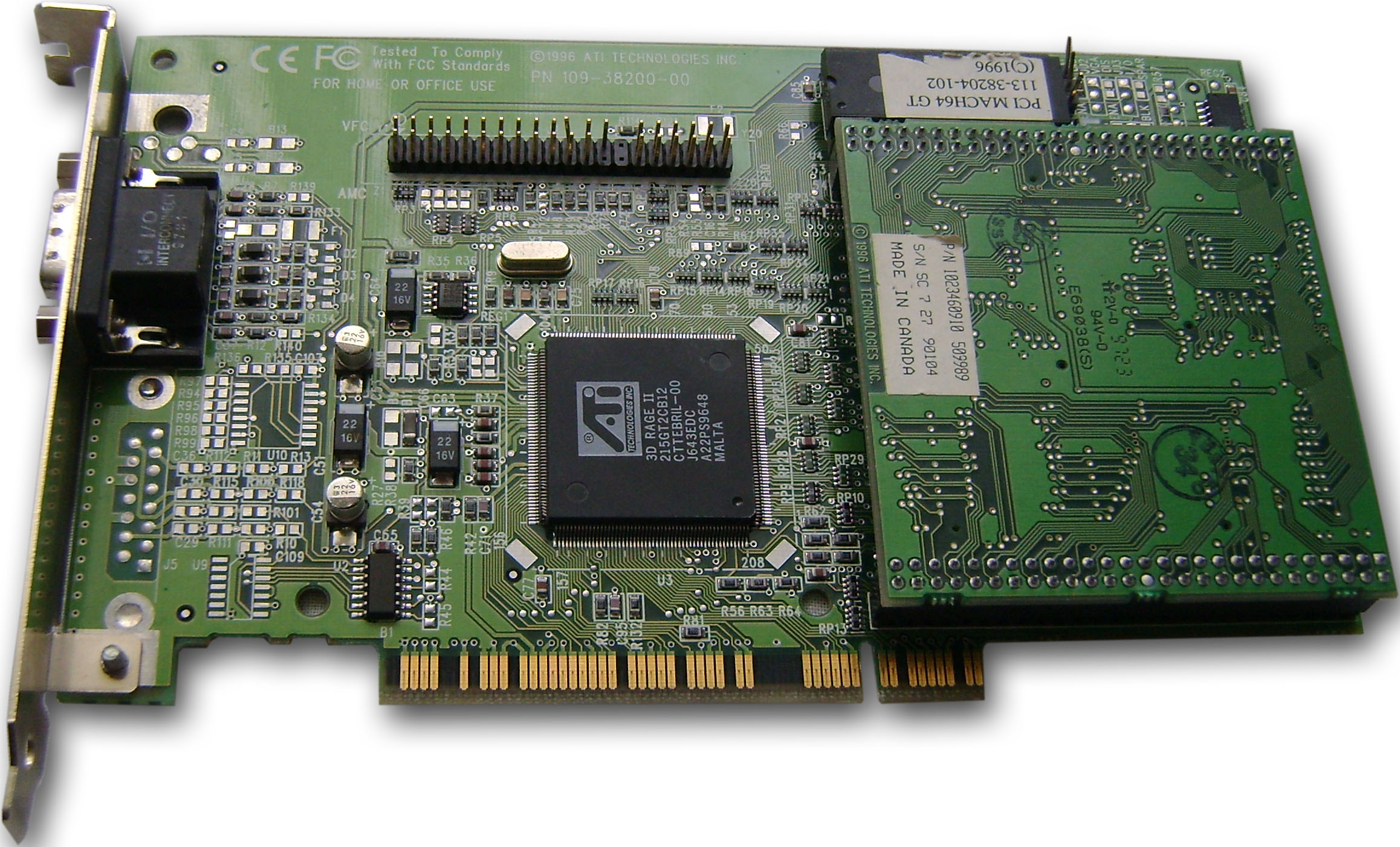
Placa de vídeo ATI 3D Rage II

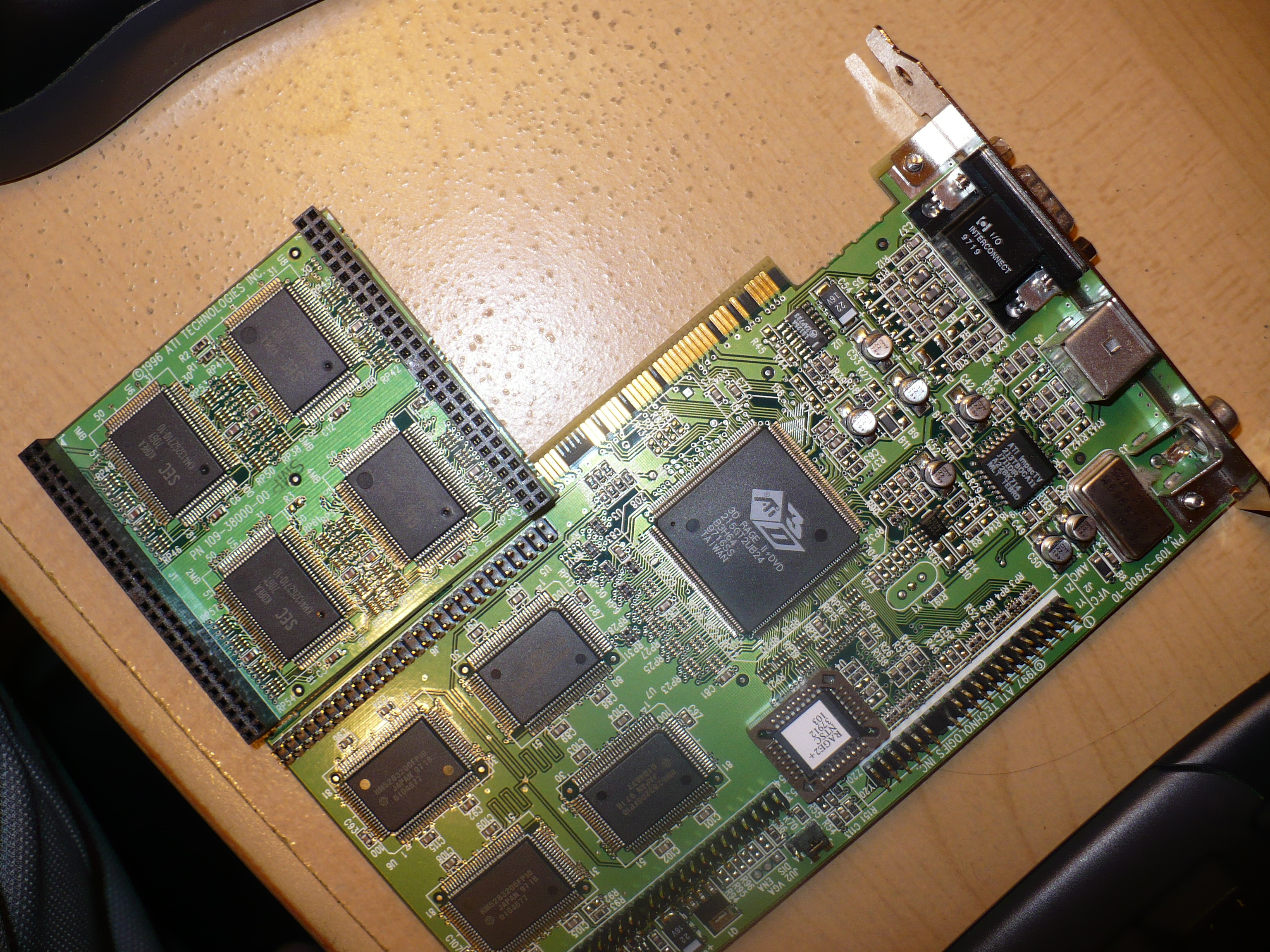
DVD ATI 3D Rage II+ com painel Vertex M1 removido

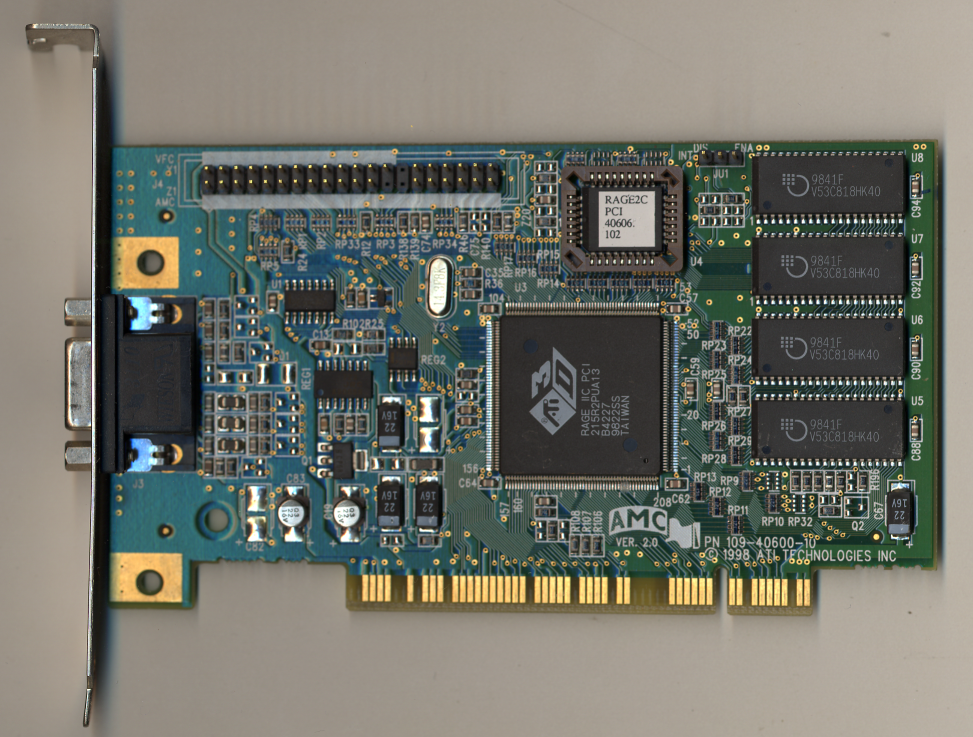
Placa PCI ATI Rage IIc

A segunda geração do Rage (também conhecido como Mach64 GT-B) ofereceu quase duas vezes mais desempenho 3D. Seu processador gráfico foi baseado novamente em um mecanismo de interface gráfica Mach64 reprojetado que fornecia desempenho 2D ideal com memória EDO de ciclo único ou SGRAM de alta velocidade. O chip 3D Rage II era uma versão aprimorada e compatível com pinos do acelerador 3D Rage. O chip compatível com barramento PCI de segunda geração aumentou o desempenho 2D em 20% e adicionou suporte para reprodução de MPEG-2 (DVD). O chip também tinha suporte de driver para Microsoft Direct3D e Reality Lab, QuickDraw 3D Rave, Criterion RenderWare e Argonaut BRender. Os drivers OpenGL estão disponíveis para a comunidade profissional de 3D e CAD, e os drivers Heidi estão disponíveis para usuários do AutoCADD. Drivers também foram fornecidos em sistemas operacionais incluindo Windows 95, Windows NT, Mac OS, OS/2 e Linux. A ATI também enviou um chip codificador de TV complementar para o RAGE II, o chip ImpacTV.
O RAGE II foi integrado em vários computadores Macintosh, incluindo a primeira revisão do Macintosh G3 (bege) e o Power Mac 6500. Em PCs compatíveis com IBM, várias placas-mãe e placas de vídeo também usaram o chipset, incluindo: o 3D Xpression+, o 3D Pro Turbo e o All-in-Wonder original.
O 3D Rage IIc foi a última versão do núcleo Rage II e oferecia suporte AGP opcional. O Rage IIc foi usado no iMac original (Revisão A) em 1998.
- Especificações do Rage II+DVD:
  - 60 Núcleo MHz
  - até 83 Memória SGRAM MHz
  - Largura de banda de memória de 480 MB/s
  - DirectX 5.0

## 3D RAGE Pro

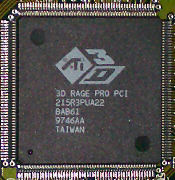
Chip RAGE Pro

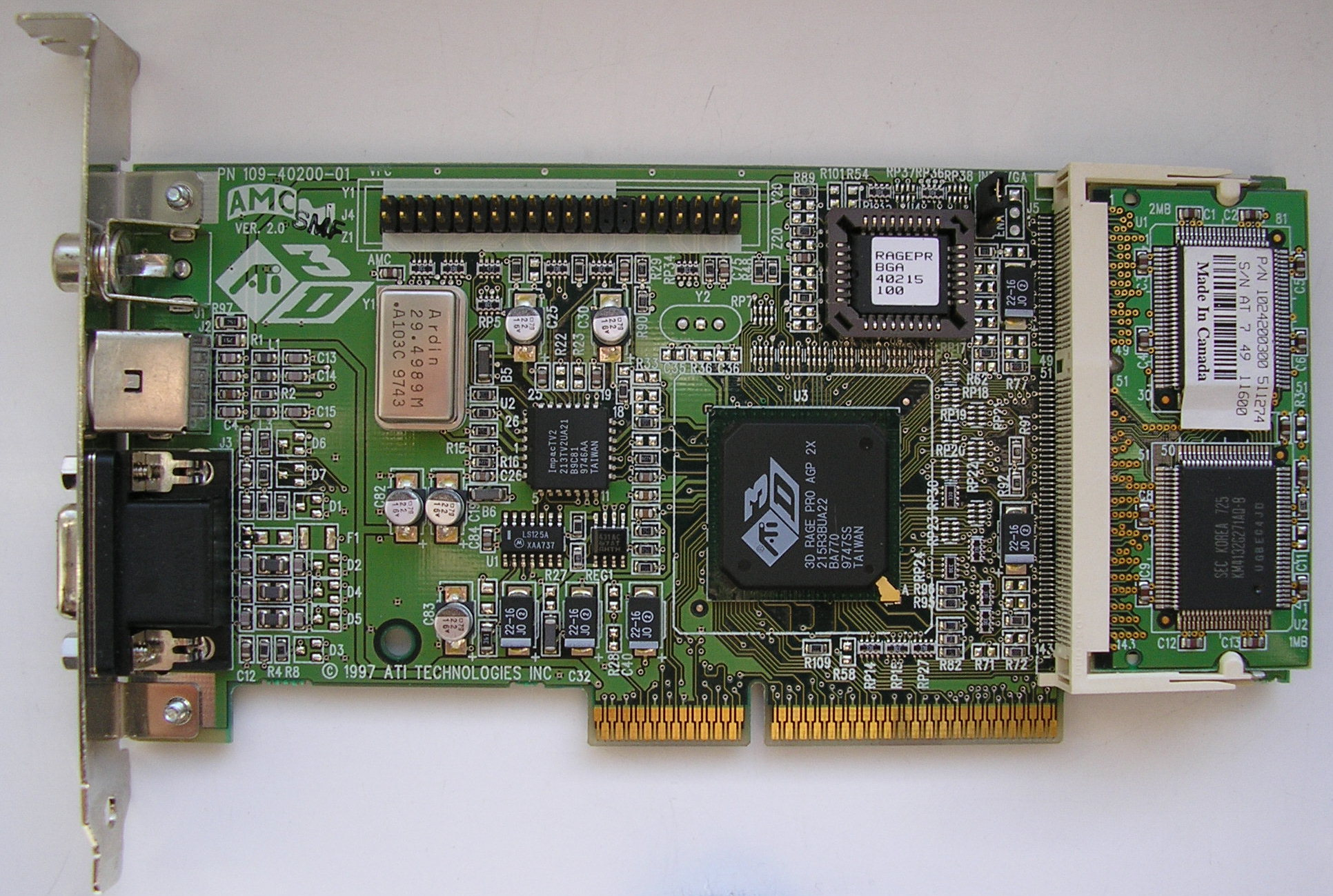
ATI Xpert@Play, AGP, 8 MB de RAM

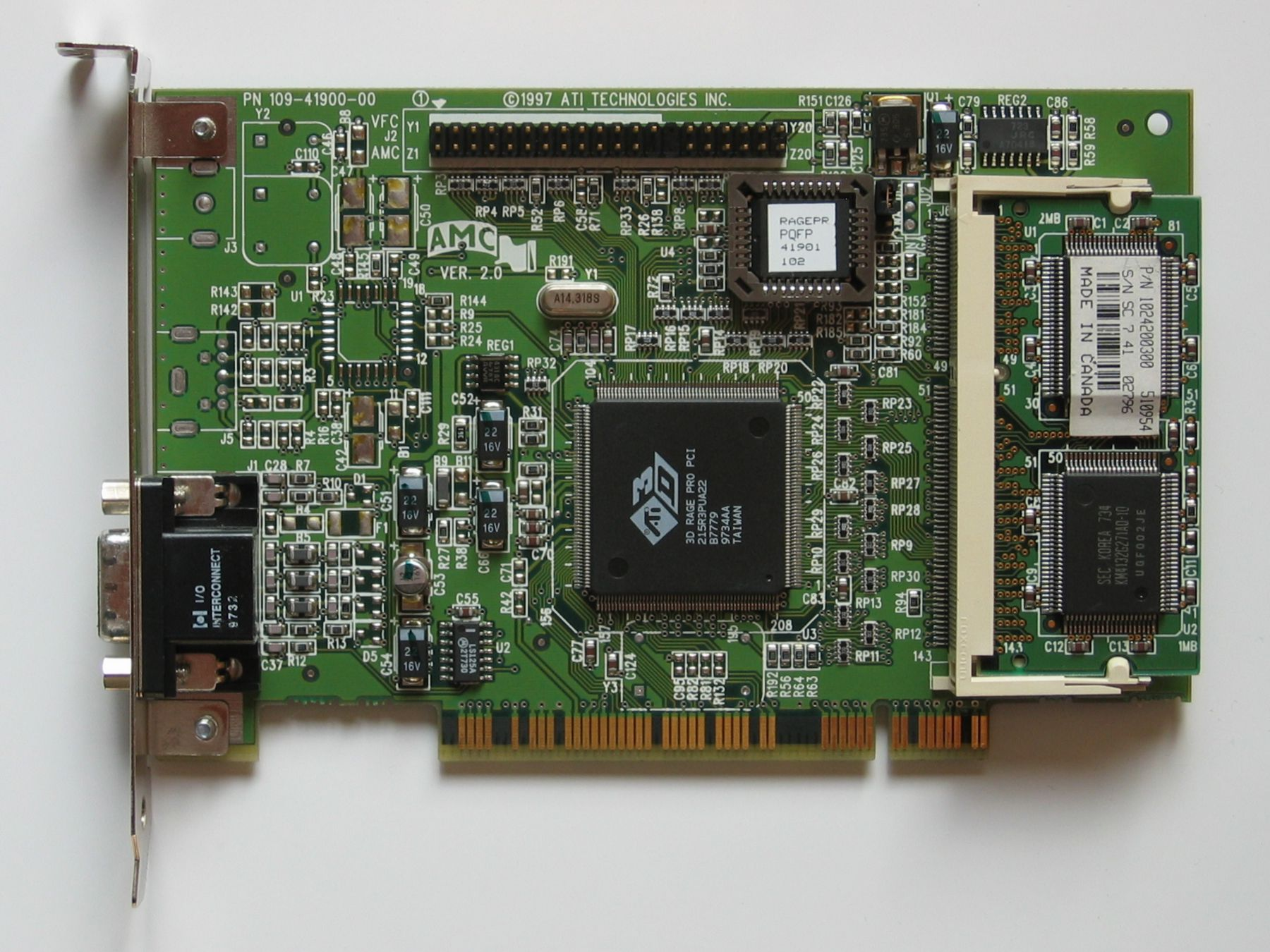
ATI Xpert@Work, PCI, 8 MB de RAM

A ATI fez uma série de mudanças no 3D RAGE II: um novo mecanismo de configuração de triângulo, melhorias na correção de perspectiva, suporte a neblina e implementações de transparência, suporte a iluminação especular e reprodução de vídeo e suporte a DVD aprimorados. O chip 3D Rage Pro foi projetado para o Accelerated Graphics Port (AGP) da Intel, aproveitando a texturização do modo de execução, o pipeline de comando, o endereçamento de banda lateral e os protocolos completos do modo 2×. As versões iniciais dependiam de configurações de memória gráfica padrão: até 8 MiB de SGRAM ou 16 MB de WRAM, dependendo do modelo.
O RAGE Pro ofereceu desempenho na faixa do RIVA 128 da Nvidia e do acelerador Voodoo da 3dfx, mas, no geral, não conseguiu igualar ou superar seus concorrentes. Isso, somado à (inicial) falta de suporte a OpenGL, prejudicou as vendas do que era considerado uma solução de jogos sólida.
Em fevereiro de 1998, a ATI introduziu a versão 2× AGP do Rage Pro no mercado OEM e tentou reinventar o Rage Pro para o mercado de varejo, renomeando simultaneamente o chip para Rage Pro Turbo e lançando um novo conjunto de drivers Rage Pro Turbo (4.10.2312) que supostamente aumentava o desempenho em 40%. Na realidade, as primeiras versões do novo driver só proporcionaram aumento de desempenho em benchmarks como o 3D Winbench 98 da Ziff-Davis e o Final Reality. Nos jogos, no entanto, o desempenho realmente sofreu.
Apesar dessa introdução ruim, o nome Rage Pro Turbo pegou e, eventualmente, a ATI conseguiu lançar versões atualizadas do driver, o que garantiu um aumento visível no desempenho dos jogos. No entanto, isso ainda não foi suficiente para atrair muito interesse dos entusiastas de PC.
O 3D Rage Pro foi vendido principalmente no mercado de varejo como Xpert@Work ou Xpert@Play, com a única diferença sendo uma porta de saída de TV na versão Xpert@Play. Foi também o chipset gráfico integrado nas estações de trabalho Sun Ultra 5/10, seu primeiro modelo de computador a oferecer componentes de hardware de PC comuns, bem como o chipset gráfico integrado da segunda revisão do Macintosh G3 (bege). Ele também foi usado em revisões posteriores do iMac original, ou seja, Revisões B e C.
- Especificações gerais do 3D Rage Pro:
  - 75 Núcleo MHz
  - 4, 8 e 16 MB 100 Memória SGRAM/WRAM MHz
  - 800 Largura de banda de memória MB/s
  - DirectX 6.0

## RAGE LT (laptop) e RAGE LT Pro (desktop)

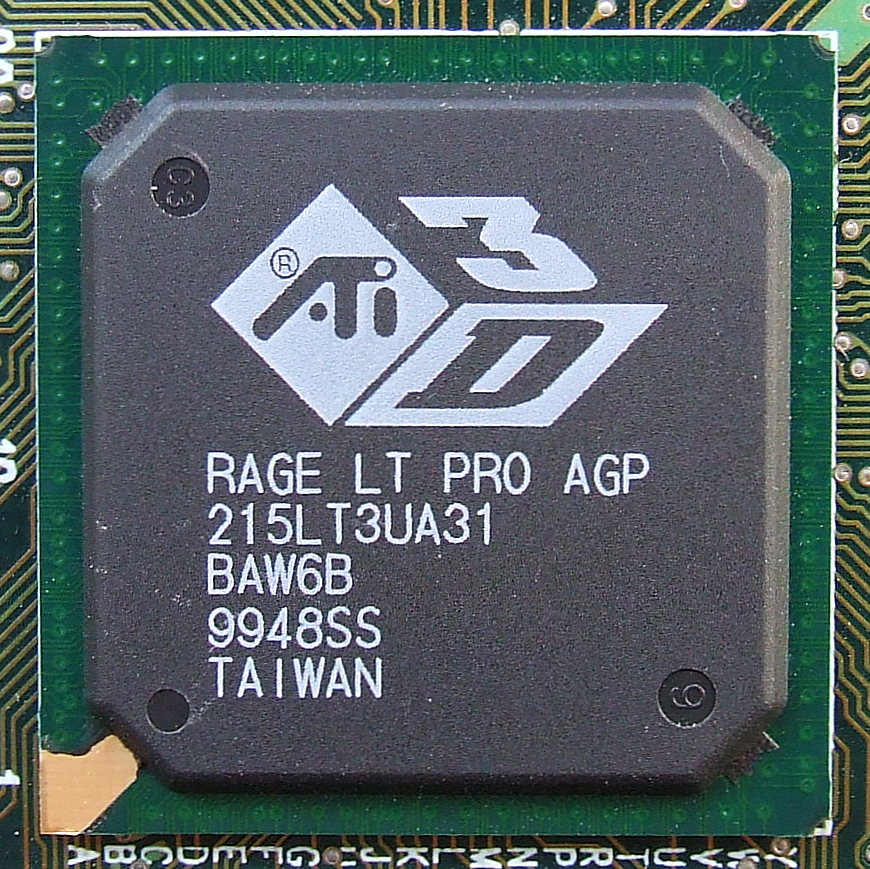
Chip Rage LT

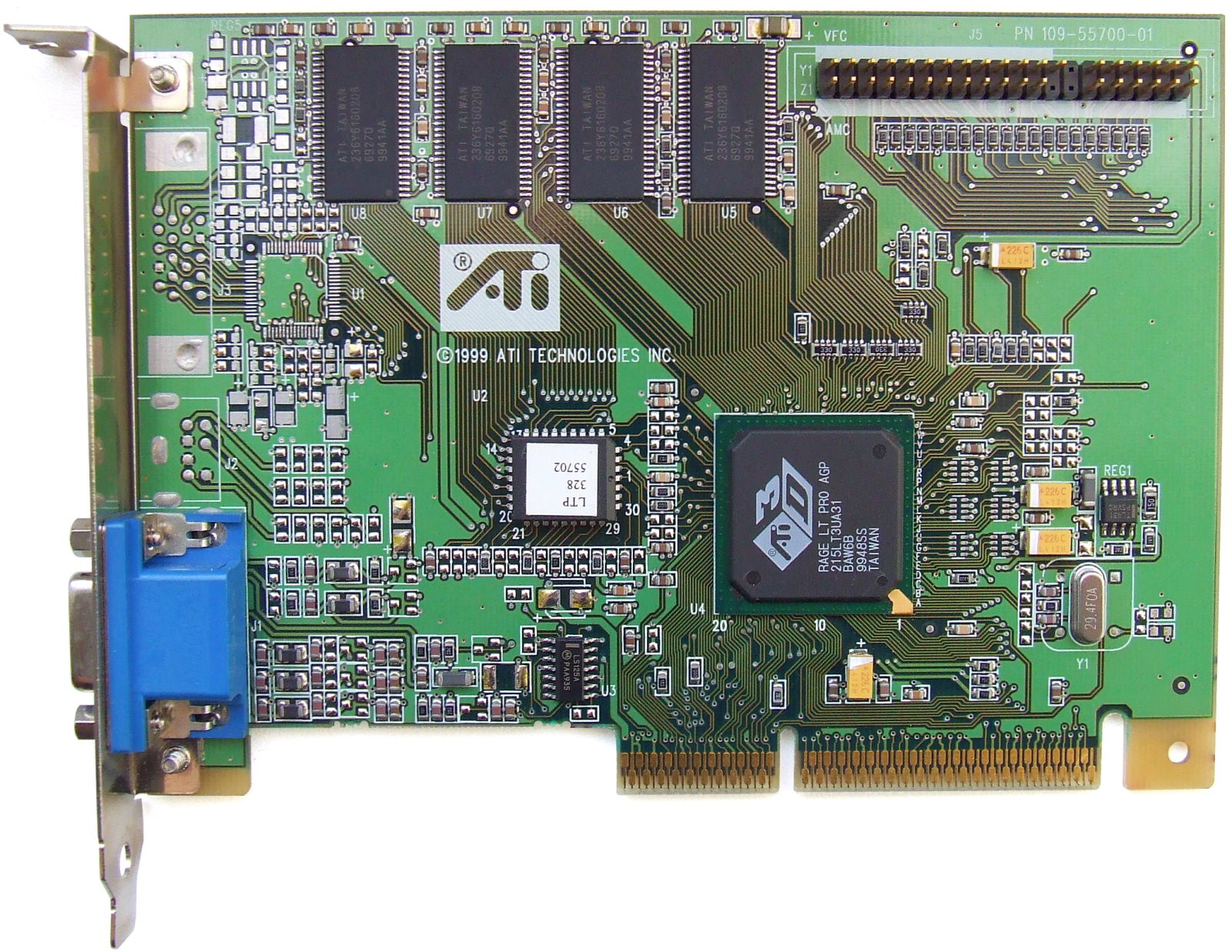
ATI Rage LT Pro AGP, 8 MB SDRAM

Rage LT ou Mach64 LT era frequentemente implementado em placas-mãe e em aplicativos móveis, como notebooks. Este chip do final de 1996 era muito semelhante ao Rage II e suportava a mesma codificação de aplicação. Ele integrou um transmissor de sinalização diferencial de baixa tensão (LVDS) para LCDs de notebooks e gerenciamento avançado de energia (controle de energia bloco a bloco). A RAGE LT PRO, baseada na 3D RAGE PRO, foi a primeira GPU móvel a usar AGP.
Ele oferecia Expansão Raciométrica Filtrada, que ajustava automaticamente as imagens para o tamanho de tela cheia. O ImpacTV2+ da ATI é integrado ao chip RAGE LT PRO para oferecer suporte à visualização em várias telas; ou seja, saídas simultâneas para TV, CRT e LCD. Além disso, o RAGE LT PRO pode controlar dois monitores com imagens e/ou taxas de atualização diferentes com o uso de controladores CRT duplos e independentes integrados.
O Rage LT Pro era frequentemente usado em placas de vídeo de desktop que tinham uma porta VESA Digital Flat Panel para controlar alguns monitores LCD de desktop digitalmente.
Depois que a ATI parou de produzir o RAGE LT, a ATI usou o Rage 128 e o Rage 128 Pro como chip base para seus novos Mobility Mobile Graphics.

## RAGE XL
A Rage XL era uma placa de vídeo de baixo custo baseada na RAGE Pro. Como um chip de baixo consumo com aceleração 2D e 3D, o Rage XL foi usado em muitas placas de vídeo de baixo custo. Ele também foi visto em placas-mãe Intel até 2004 e ainda era usado em 2006 em placas-mãe de servidores. O Rage XL foi sucedido pelo ATI ES1000 para uso em servidor.
O chip era basicamente um Rage Pro encolhido, otimizado para ser muito barato para aplicações onde apenas saída gráfica básica era necessária.
Rage XL melhorou a filtragem bilinear em texturas transparentes em comparação com o Rage Pro.

## RAGE 128 (entrada e médio alcance)

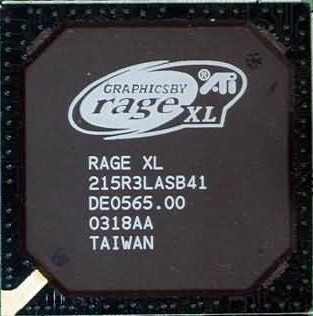
Chip Rage XL

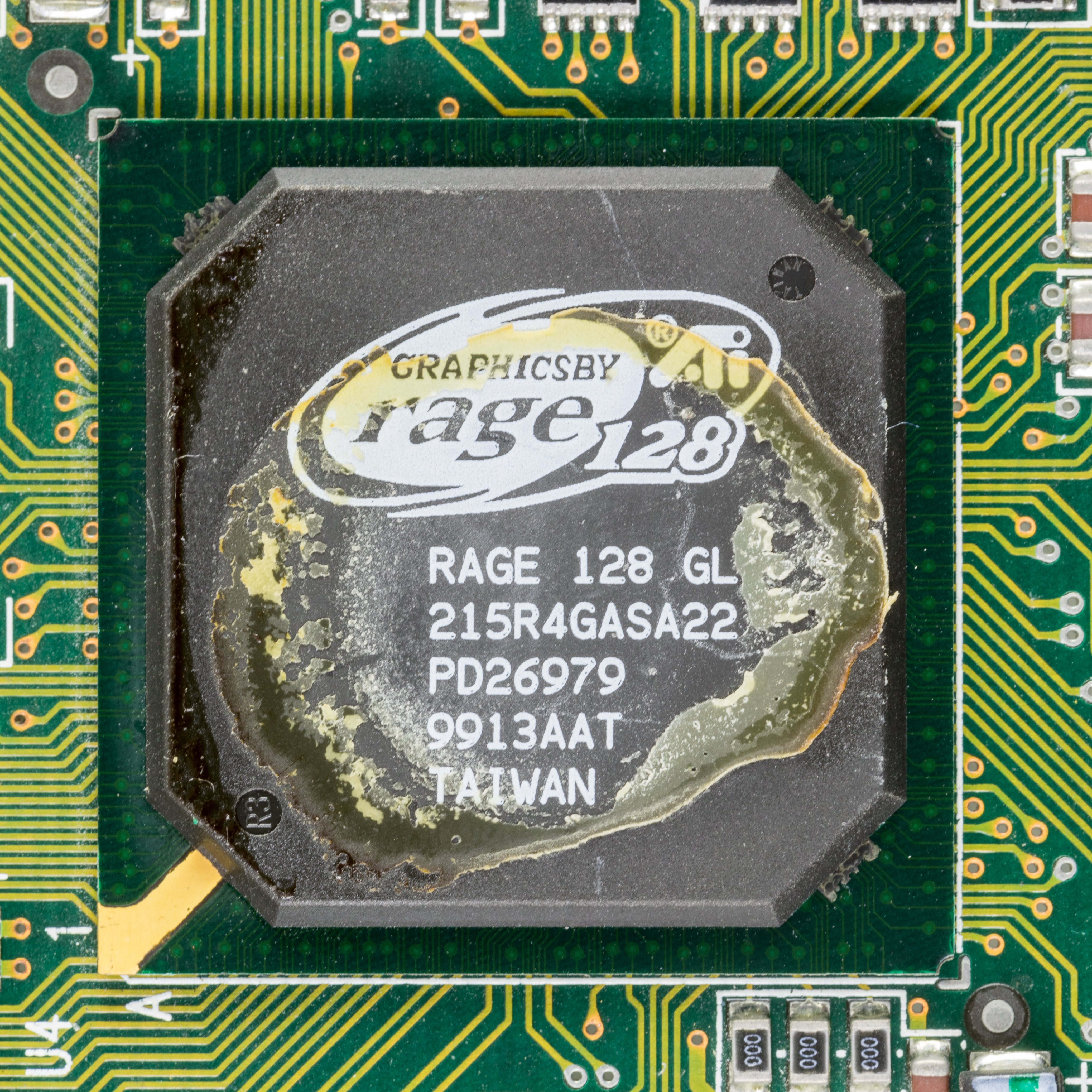
Chip Rage 128

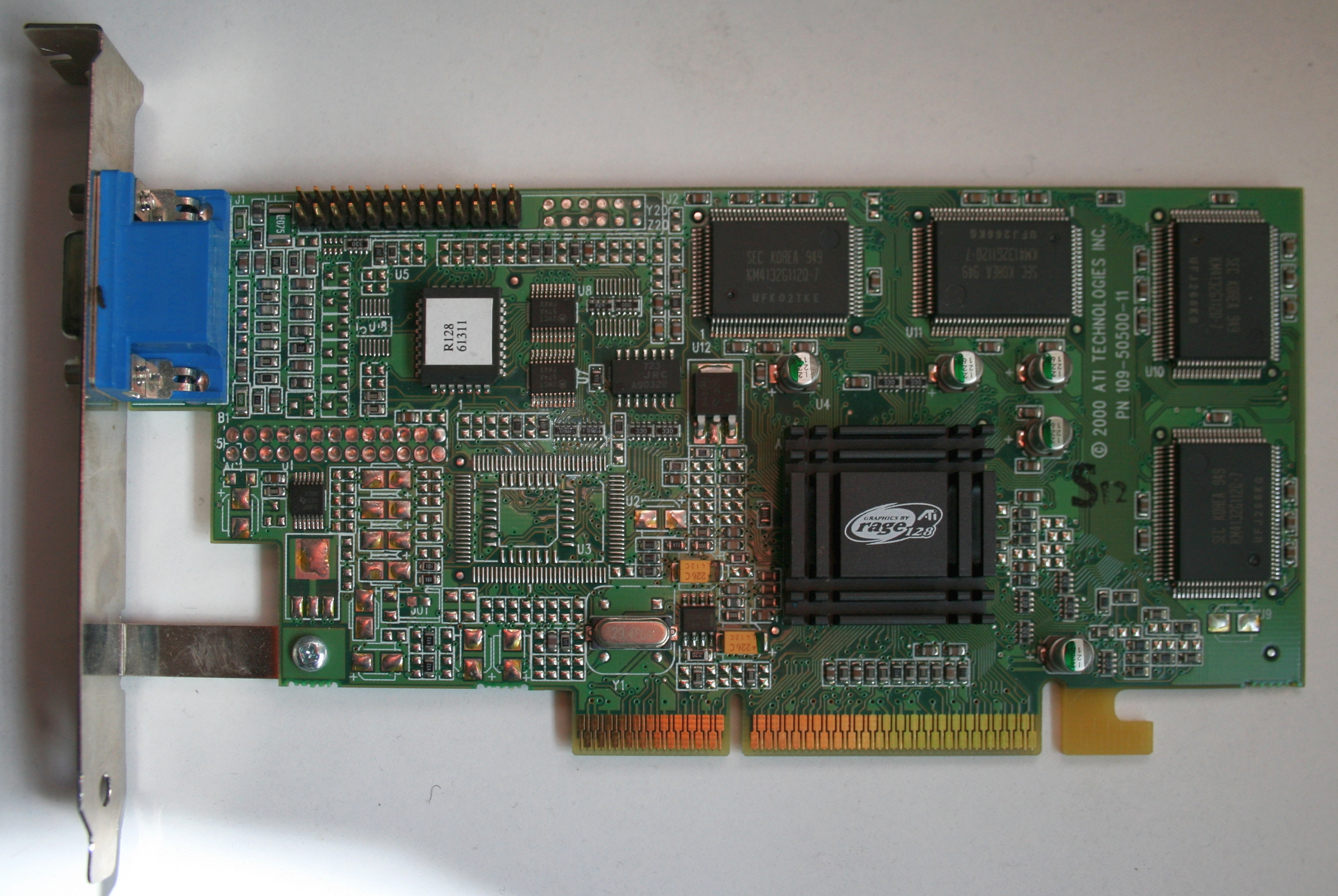
ATI Rage 128GL, 32 MB SGRAM

Na luta contínua para criar o acelerador 3D mais rápido e avançado, a ATI lançou o RAGE 128. O chip foi anunciado em dois modelos: o RAGE 128 GL e o RAGE 128 VR. Além do preço mais baixo do chip VR, a principal diferença era que o primeiro tinha um design completo de 128 bits, enquanto o VR, ainda um processador de 128 bits internamente, usava uma interface de memória externa de 64 bits.
- Magnum - Uma placa de estação de trabalho para OEMs com 32 MB SDRAM.
- Rage Fury - 32 Com memória SDRAM MB e o mesmo desempenho do Magnum, esta placa adicional foi comercializada para jogos de PC.
- Xpert 128 - 16 Memória SDRAM MB e, como os outros, usava o chip RAGE 128 GL.
- Rage Orion - Design RAGE 128 GL projetado especificamente para Mac OS com 16 Memória MB SDRAM, suporte a OpenGL e QuickDraw 3D /RAVE,[5] essencialmente um Xpert 128 específico do mercado. Esta placa suportava mais e diferentes resoluções de vídeo do que os designs RAGE 128 específicos para Mac. Esta placa foi comercializada para jogos para Macintosh.
- Nexus 128 - Também um design RAGE 128 GL específico para Mac, mas com 32 MB de RAM, semelhante ao Rage Fury. Esta placa foi direcionada a profissionais gráficos.
- Xclaim VR 128 - Também um design RAGE 128 GL específico para Mac com 16 Memória SDRAM MB, mas inclui captura de vídeo, saída de vídeo, suporte para sintonizador de TV e aceleração de vídeo QuickTime.[5]
- Xpert 2000 - Design RAGE 128 VR usando interface de memória de 64 bits.

Rage 128 era compatível com Direct3D 6 e OpenGL 1.2. Ele suportava muitos recursos dos chips RAGE anteriores, como configuração triangular, aceleração de DVD e um núcleo acelerador VGA/GUI capaz.
RAGE 128 adicionou aceleração de transformada discreta inversa de cosseno (inverse discrete cosine transform, IDCT) ao repertório de DVD. Foi o primeiro renderizador de texturização dupla da ATI, pois podia gerar dois pixels por clock (dois pipelines de pixel). O processador era conhecido por seu modo de cor de 32 bits de bom desempenho, mas também por seu modo de 16 bits com pontilhamento ruim; o RAGE 128 não era muito mais rápido em cor de 16 bits, apesar dos menores requisitos de largura de banda.
No modo de 32 bits, o RAGE 128 era mais do que páreo para o RIVA TNT, e o Voodoo 3 não suportava 32 bits. O chip foi criado para competir com o NVIDIA RIVA TNT, Matrox G200 e 3dfx Voodoo 2 em 1998.
A ATI implementou uma técnica de cache chamada Twin Cache Architecture (TCA) com o Rage 128. O Rage 128 usou um 8 Buffer de kB para armazenar texels que foram usados pelo mecanismo 3D. Para melhorar ainda mais o desempenho, os engenheiros da ATI também incorporaram um 8 Cache de pixels em KB usado para gravar pixels de volta no buffer de quadros.
- 8 milhões de transistores, fabricação de 0,25 micrômetro
- Conjunto de recursos 3D
  - Suporte de hardware para matrizes de vértices, suporte para fog e tabela de fog
  - Mistura alfa, névoa baseada em vértice e Z, texturas de vídeo, iluminação de textura
  - Filtragem de textura bilinear e trilinear de relógio único e composição de textura
  - Texturização mip-map com correção de perspectiva e suporte a chroma-key
  - Reflexões baseadas em vértices e Z, sombras, holofotes, polarização 1,00
  - Remoção de superfície oculta usando buffer Z de 16, 24 ou 32 bits
  - Polígonos sombreados de Gouraud e especulares
  - Anti-aliasing de linhas e bordas, mapeamento de relevo, buffer de estêncil de 8 bits
- 250 MHz RAMDAC, AGP 2×

## Rage 128 Pro / Rage Fury (topo de linha) e Rage Fury MAXX (entusiasta)

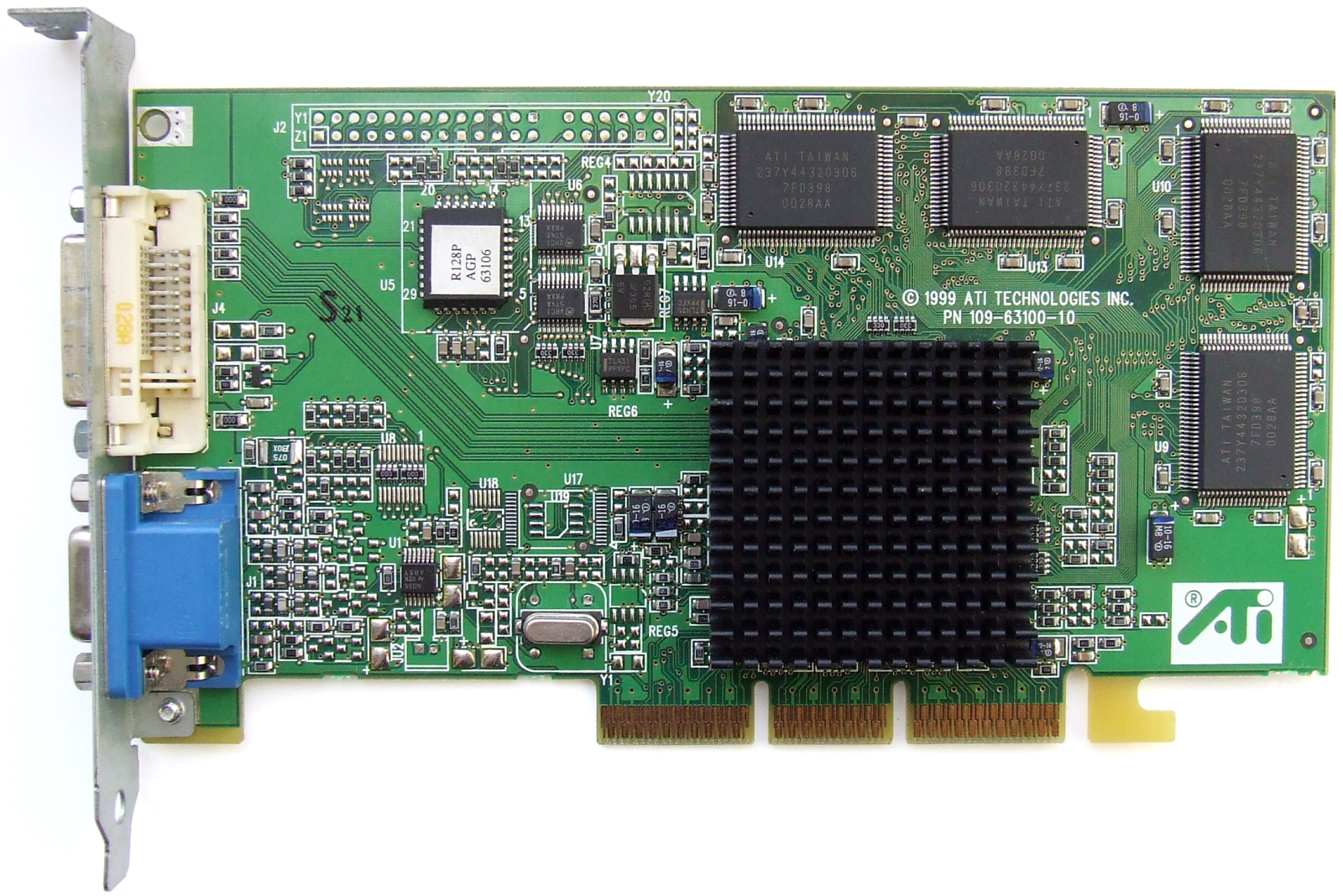
ATI Rage 128 Pro DVI, 32 MB SGRAM

Mais tarde, a ATI desenvolveu um sucessor para o Rage 128 original, chamado Rage 128 Pro. Este chip trazia vários aprimoramentos, incluindo um mecanismo de configuração de triângulo aprimorado que dobrou a taxa de transferência de geometria para oito milhões de triângulos/s, melhor filtragem de textura, compressão de textura DirectX 6.0, AGP 4×, suporte a DVI e um chip Rage Theater para entrada de TV composta e S-Video. Este chip foi usado nas placas Rage Fury Pro voltadas para jogos e na Xpert 2000 PRO voltada para negócios. O Rage 128 Pro foi geralmente uma partida equilibrada para o Voodoo 3 2000, RIVA TNT2 e Matrox G400, mas foi frequentemente prejudicado por seu clock mais baixo (frequentemente em 125 MHz) ao competir com os modelos de ponta Voodoo3 3500, TNT2 ultra e G400 MAX.

### Renderização de quadros alternativos no RAGE Fury MAXX

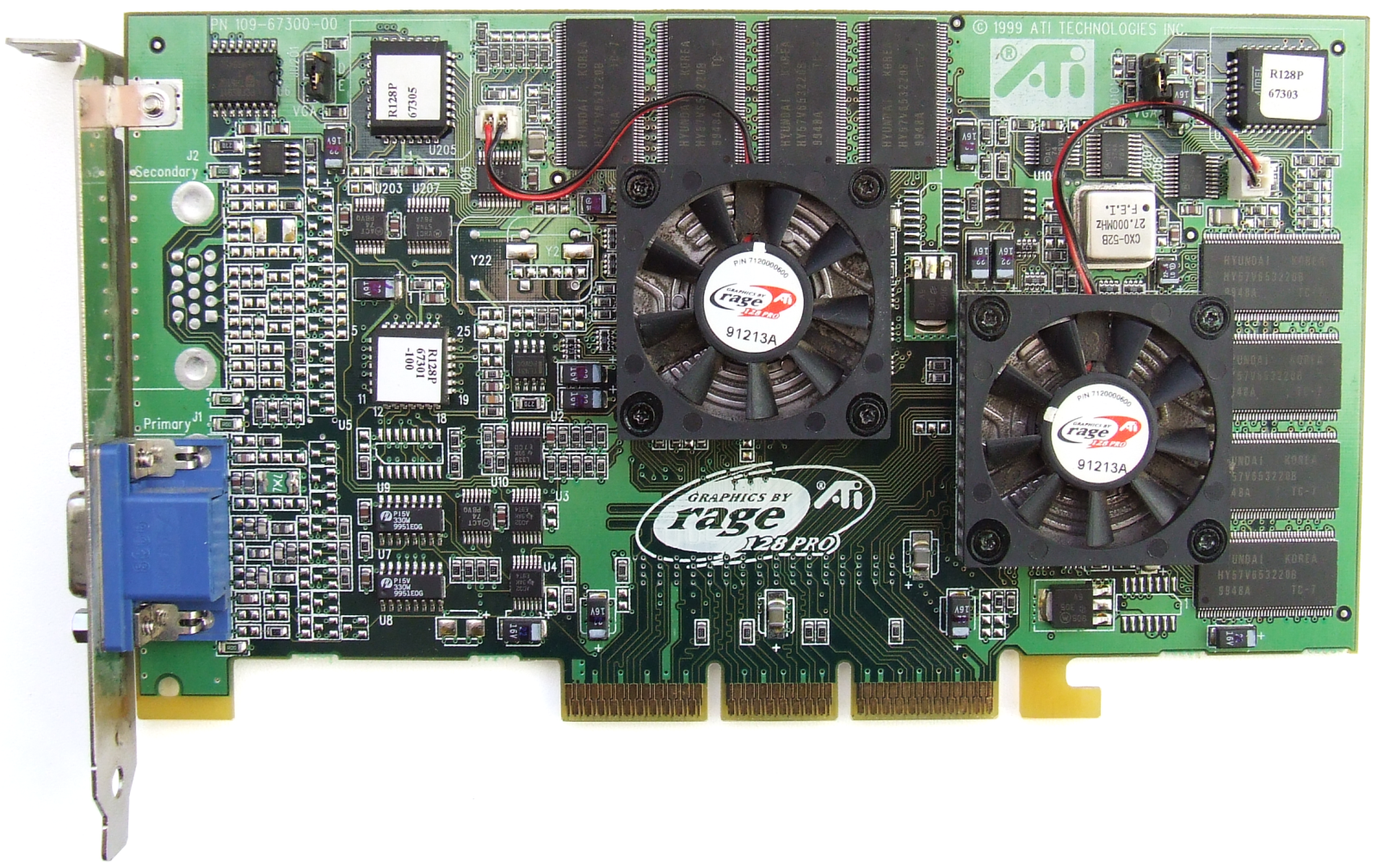
ATI Rage Fury MAXX, 2 × 32 MB SDRAM

A placa Rage Fury MAXX continha dois chips Rage 128 Pro em uma configuração de renderização de quadros alternada (AFR) para permitir um aumento quase duplo no desempenho. Como o nome diz, o AFR renderiza cada quadro em um processador gráfico independente. Esta placa foi criada para competir com a NVIDIA GeForce 256 e, posteriormente, com a 3dfx Voodoo 5. Embora tenha conseguido igualar um pouco 32 Placas MB SDR GeForce 256, as placas GeForce 256 com memória DDR ainda facilmente saíram na frente. Embora houvesse poucos jogos que suportassem transformação, recorte e iluminação (T&L) de hardware na época, a falta de T&L de hardware do MAXX o colocaria em desvantagem quando tais títulos se tornassem mais difundidos.
Mais tarde, a ATI descobriu que os sistemas operacionais Windows NT 5.x (Windows 2000, XP) não suportavam GPUs AGP duplas da maneira como a ATI as havia implementado. A NT colocou os dois no barramento AGP e alternou entre eles, de modo que a placa só pôde operar como uma única Rage 128 Pro com o desempenho de uma placa Rage Fury. O sistema operacional ideal para o Rage Fury MAXX é o Windows 98/ME.[carece de fontes?] Windows 95 e Mac OS não eram suportados.

## Rage 6 (agora chamada de "Radeon")
O acelerador gráfico Rage 128 Pro foi a revisão final da arquitetura Rage e o último uso do nome da marca Rage. Embora a próxima iteração tenha recebido inicialmente o codinome Rage 6, a ATI decidiu renomeá-la para Radeon no lançamento. O nome ainda é usado hoje pela AMD após a aquisição da ATI em 2006 (e depois que a marca ATI foi descontinuada em 2010).

## Rage Mobility (laptops)

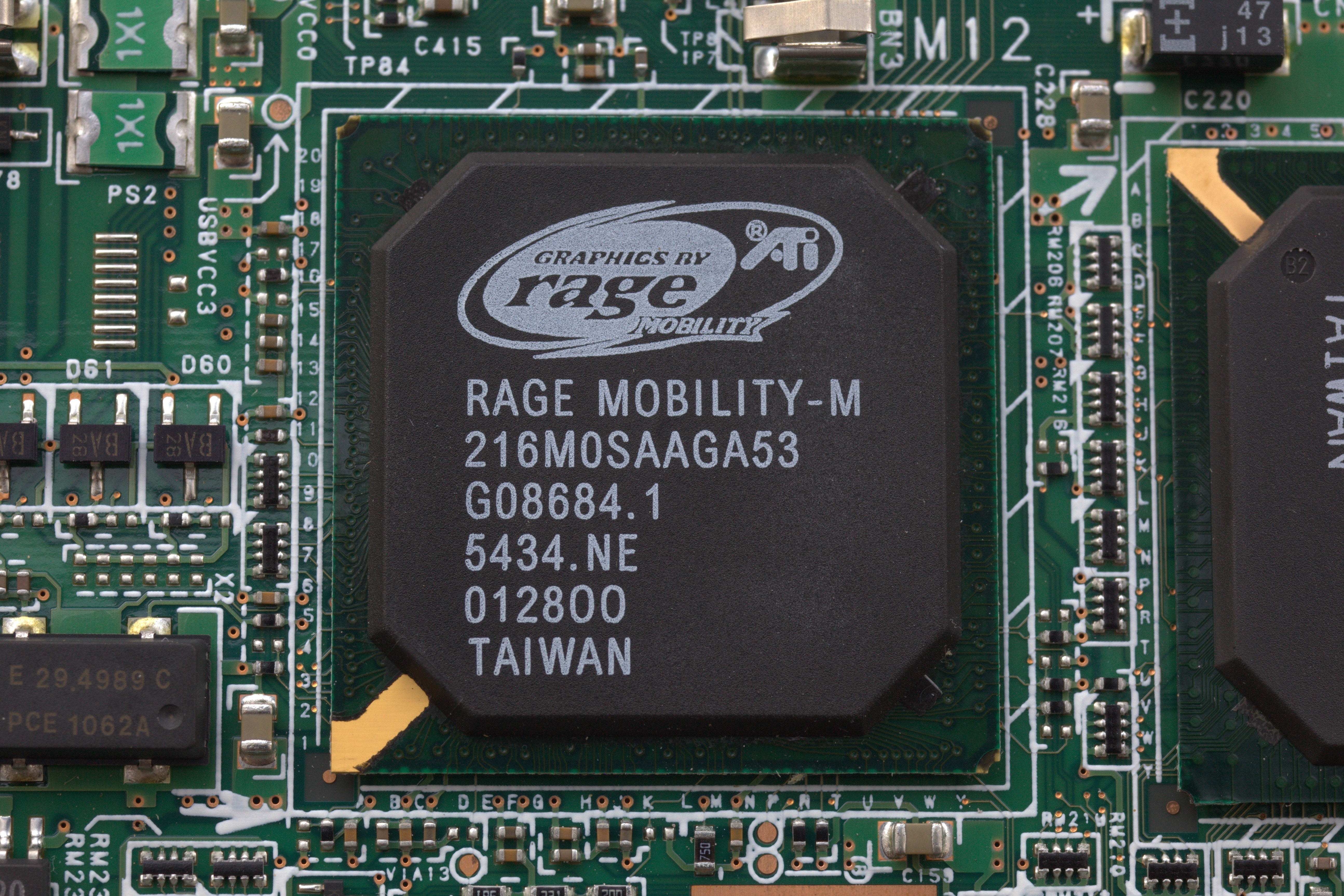
Um ATI Rage Mobility-M de um laptop Fujitsu Lifebook série P

O Rage Mobility sucedeu o Rage LT e o Rage LT Pro. Quase todas as versões do Rage foram usadas em aplicativos móveis, mas também houve algumas versões especiais desses chips que foram otimizadas para isso. Elas foram as primeiras soluções gráficas da ATI a receber a denominação Mobility. Esses chips incluíam:
- RAGE Mobility C / EC / L / M2, (baseado em RAGE Pro) (compensação de movimento)
- RAGE Mobility P / M / M1 (baseado em RAGE Pro) (Compensação de movimento, IDCT)
- RAGE Mobility 128 / M3 / M4 (baseado em RAGE 128 Pro) (compensação de movimento, IDCT)

## Modelos
Placa de referência original nº (RAGE 128 Pro) : 109-60600-10

### Modelos de mesa
- Nível de entrada
  - 3D RAGE
  - 3D RAGE II / II+DVD / IIc
  - 3D RAGE XL
  - 3D RAGE Pro / Xpert@Play / Xpert@Home
- Médio Alcance
  - RAGE Magnum (Gráficos de estação de trabalho OEM)
  - RAGE 128 VR / Xpert 2000 Pro
  - RAGE 128 GL / Xpert 128
- Alto padrão
  - RAGE 128 Pro
  - RAGE 128 Ultra (versão OEM do 128 Pro)
- Entusiasta
  - RAGE Fury Pro (Rage 128 Pro individual)
  - RAGE Fury MAXX (Dual Rage 128 Pro com chip de cinema)

### Placas específicas da Apple (com base no chip RAGE 128 GL)
- Xclaim VR 128
- Nexus 128
- Fúria de Órion

### Lista
| Modelo         | Lançamento       | Arquitetura de GPU           | Fab (nm) | Interface de barramento       | Core clock (MHz) | Clock da memória (MHz) | Core config1 | Taxa de preenchimento | Taxa de preenchimento | Taxa de preenchimento | Taxa de preenchimento | Memória       | Memória                 | Memória            | Memória                     | Performance (FLOPS) | TDP (Watts) | API compliance | API compliance |
| Modelo         | Lançamento       | Arquitetura de GPU           | Fab (nm) | Interface de barramento       | Core clock (MHz) | Clock da memória (MHz) | Core config1 | MOperations/s         | MPixels/s             | MTexels/s             | MVertices/s           | Tamanho (MiB) | Largura de banda (GB/s) | Tipo de barramento | Largura do barramento (bit) | Performance (FLOPS) | TDP (Watts) | Direct3D       | OpenGL         |
| -------------- | ---------------- | ---------------------------- | -------- | ----------------------------- | ---------------- | ---------------------- | ------------ | --------------------- | --------------------- | --------------------- | --------------------- | ------------- | ----------------------- | ------------------ | --------------------------- | ------------------- | ----------- | -------------- | -------------- |
| 3D Rage        | Abril de 1996    | Mach64                       | 500      | PCI                           | 40               | 40                     | 1:0:1:1      | 40                    | 40                    | 40                    | 0                     | 2             | 0.32                    | EDO                | 64                          | ?                   | ?           | 5.0            | Nenhum2        |
| 3D Rage II     | Setembro de 1996 | Mach64 (Rage2 para Rage IIc) | 500      | AGP 1× (apenas Rage IIc), PCI | 60               | 83 (66 MHz com EDO)    | 1:0:1:1      | 60                    | 60                    | 60                    | 0                     | 2, 4, 8       | 0.664                   | EDO, SGRAM, SDR    | 64                          | ?                   | ?           | 5.0            | Nenhum2        |
| Rage Pro       | Março de 1997    | Rage 3                       | 350      | AGP 1x, AGP 2×, PCI           | 75               | 75                     | 1:0:1:1      | 75                    | 75                    | 75                    | 0                     | 4, 8, 16      | 0.6                     | EDO, SGRAM, SDR    | 64                          | ?                   | 6           | 6.0            | 1.1            |
| Rage XL        | Agosto de 1998   | Rage 3                       | 250      | AGP 2×, PCI                   | 83               | 125                    | 1:0:1:1      | 83                    | 83                    | 83                    | 0                     | 8             | 1.0                     | SDR                | 64                          | ?                   | 9           | 6.0            | 1.1            |
| Rage 128 VR    | Agosto de 1998   | Rage 4                       | 250      | AGP 2×, PCI                   | 80               | 120                    | 2:0:2:2      | 160                   | 160                   | 160                   | 0                     | 8, 32         | 0.96                    | SDR                | 64                          | ?                   | ?           | 6.0            | 1.2            |
| Rage 128 GL    | Agosto de 1998   | Rage 4                       | 250      | AGP 2×, PCI                   | 103              | 103                    | 2:0:2:2      | 206                   | 206                   | 206                   | 0                     | 16, 32        | 1.648                   | SGRAM, SDR         | 128                         | ?                   | ?           | 6.0            | 1.2            |
| Rage 128 Pro   | Agosto de 1999   | Rage 4                       | 250      | AGP 4×, PCI                   | 125              | 143                    | 2:0:2:2      | 250                   | 250                   | 250                   | 0                     | 16, 32        | 2.288                   | SGRAM, SDR         | 128                         | ?                   | 5           | 6.0            | 1.2            |
| Rage 128 Ultra | Agosto de 1999   | Rage 4                       | 250      | AGP 4×, PCI                   | 130              | 130                    | 2:0:2:2      | 260                   | 260                   | 260                   | 0                     | 16, 32, 64    | 2.088                   | SDR                | 128                         | ?                   | ?           | 6.0            | 1.2            |
| Rage Fury MAXX | Outubro de 1999  | Rage 4                       | 250      | AGP 4×                        | 125              | 143                    | 2:0:2:2 ×2   | 500                   | 500                   | 500                   | 0                     | 32 ×2         | 4.576                   | SDR                | 128 ×2                      | ?                   | ?           | 6.0            | 1.2            |

1 Pipelines de pixel: Shaders de vértice: Unidades de mapeamento de textura: Renderizar unidades de saída 2 OpenGL 1.0 (2D Genérico) é fornecido por meio de implementações de software.

#### Série Rage Mobility
Essas GPUs são integradas à placa-mãe ou ocupam um módulo Mobile PCI Express (MXM).
| Modelo                                   | Lançamento        | Fab (nm) | Interface de barramento | Core clock (MHz) | Clock da memória (MHz) | Hardware T&L | Core config1 | Taxa de preenchimento | Taxa de preenchimento | Memória      | Memória                 | Memória            | Memória                     | Conformidade API (versão) | Conformidade API (versão) | Notas                                                                                 |
| Modelo                                   | Lançamento        | Fab (nm) | Interface de barramento | Core clock (MHz) | Clock da memória (MHz) | Hardware T&L | Core config1 | Pixel (GP/s)          | Textura (GT/s)        | Tamanho (MB) | Largura de banda (GB/s) | Tipo de barramento | Largura do barramento (bit) | Direct3D                  | OpenGL                    | Notas                                                                                 |
| ---------------------------------------- | ----------------- | -------- | ----------------------- | ---------------- | ---------------------- | ------------ | ------------ | --------------------- | --------------------- | ------------ | ----------------------- | ------------------ | --------------------------- | ------------------------- | ------------------------- | ------------------------------------------------------------------------------------- |
| Rage LT (Rage II)                        | Novembro de 1996  | 500      | PCI                     | 60               | 66                     | Não          | 0:1:1:1      | 0.06                  | 0.06                  | 4            | 0.53                    | EDO, SDR, SGR      | 64                          | 5                         | N/A                       |                                                                                       |
| Rage LT Pro (Rage Pro)                   | Novembro de 1997  | 350      | AGP, PCI                | 75               | 100                    | Não          | 0:1:1:1      | 0.075                 | 0.075                 | 8            | 0.80                    | EDO, SDR, SGR      | 64                          | 6                         | 1.1                       | Compensação de movimento                                                              |
| Rage Mobility M/P (Rage Pro)             | Novembro de 1998  | 250      | AGP, PCI                | 90               | Desconhecido           | Não          | 0:1:1:1      | 0.18                  | 0.18                  | 8            | Desconhecido            | SDR, SGR           | 64                          | Desconhecido              | Desconhecido              | M tinha 4 MB de SDRAM integrado, P não tinha nenhum. IDCT, compensação de movimento.  |
| Rage Mobility M1 (Rage Pro)              | Fevereiro de 1999 | 250      | AGP, PCI                | 90               | 90                     | Não          | 0:1:1:1      | 0.18                  | 0.18                  | 8            | 0.72                    | SDR                | 64                          | 6                         | 1.2                       | M1 tinha 8 MB de SDRAM integrado, P não tinha nenhum. IDCT, compensação de movimento. |
| Rage 128 GL                              | Agosto de 1998    | 250      | AGP, PCI                | 103              | 103                    | Não          | 0:2:2:2      | 0.206                 | 0.206                 | 32           | 1.65                    | SDR                | 128                         | 6                         | 1.2                       |                                                                                       |
| Rage Mobility 128 (Rage 128 Pro)         | Outubro de 1999   | 250      | AGP, PCI                | 105              | 105                    | Não          | 0:2:2:2      | 0.21                  | 0.21                  | 16           | 2.28                    | SDR                | 128                         | 6                         | 1.2                       | IDCT, Compensação de Movimento                                                        |
| Rage Mobility M3 (AGP 4×) (Rage 128 Pro) | Outubro de 1999   | 250      | AGP, PCI                | 105              | 105                    | Não          | 0:2:2:2      | 0.21                  | 0.21                  | 16           | 2.28                    | SDR                | 128                         | 6                         | 1.2                       | O M3 tinha 8 MB de SDRAM integrado, IDCT e compensação de movimento.                  |
| Rage Mobility M4 (AGP 4×) (Rage 128 Pro) | Outubro de 1999   | 250      | AGP, PCI                | 105              | 105                    | Não          | 0:2:2:2      | 0.21                  | 0.21                  | 32           | 2.28                    | SDR                | 128                         | 6                         | 1.2                       | O M4 tinha 16 MB de SDRAM integrado, IDCT e compensação de movimento.                 |

1 Shaders de vértice: Sombreadores de pixel: Unidades de mapeamento de textura : Renderizar unidades de saída.

## Fotos do Die

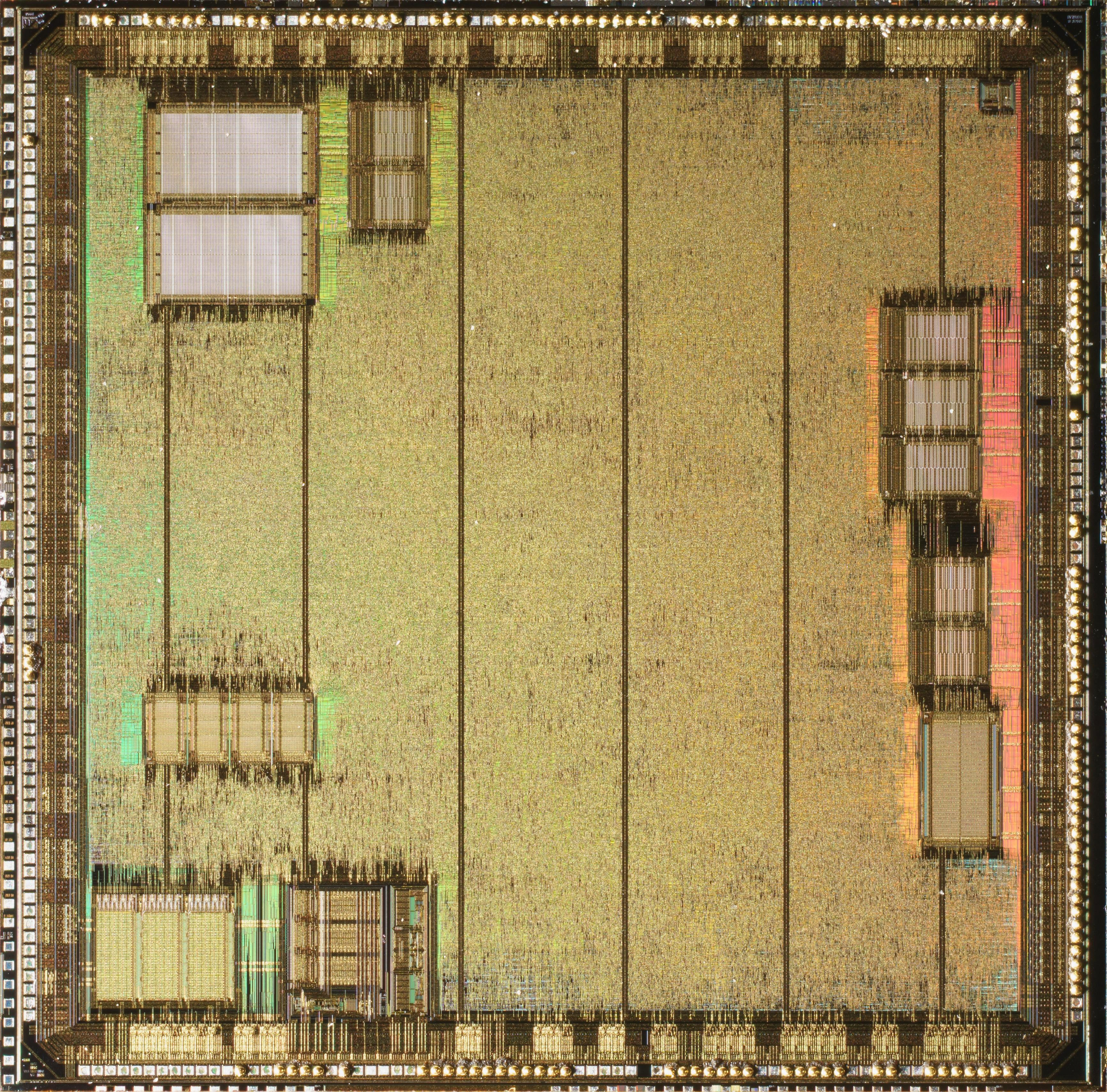
3D RAGE II
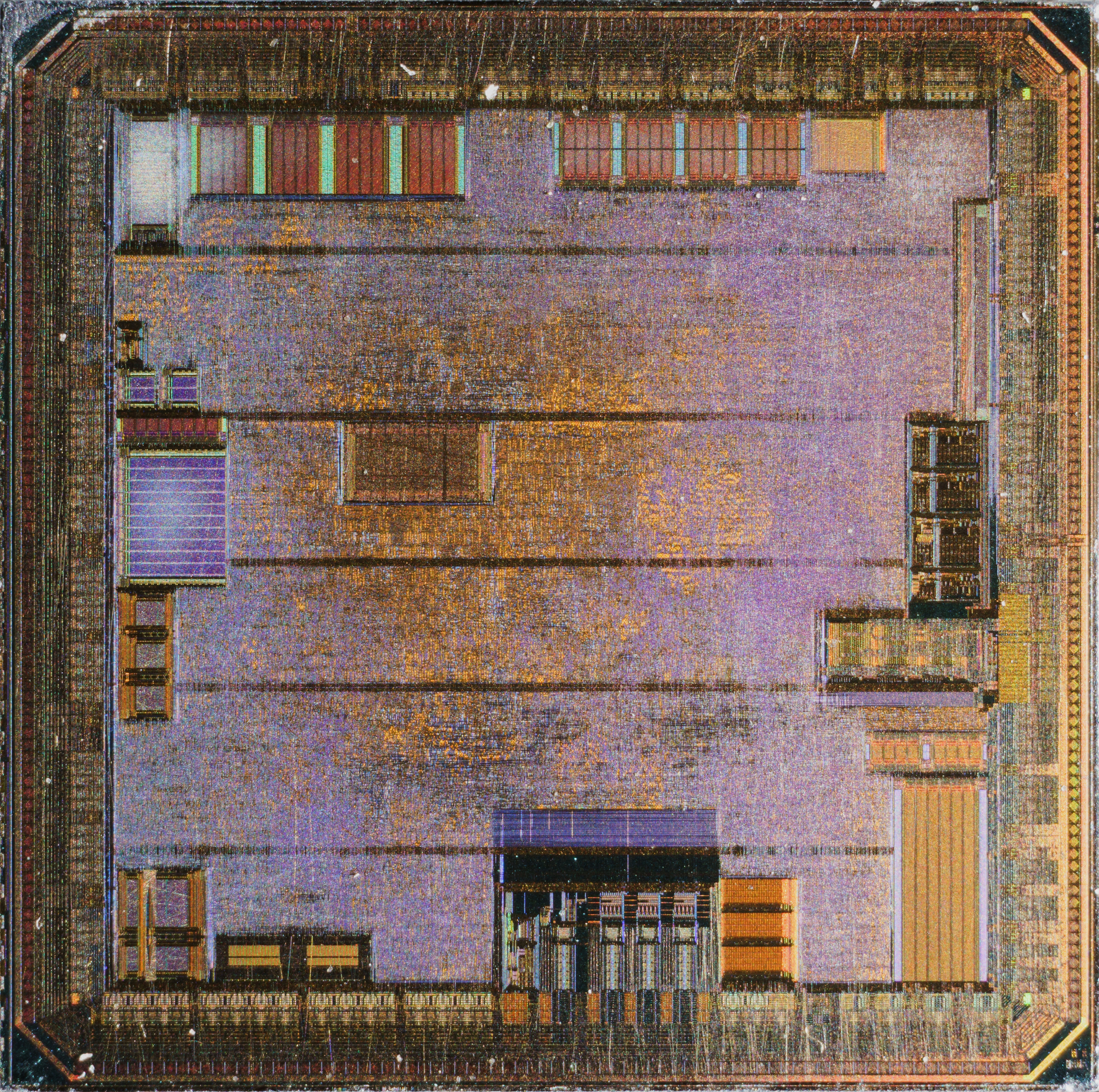
Rage XL
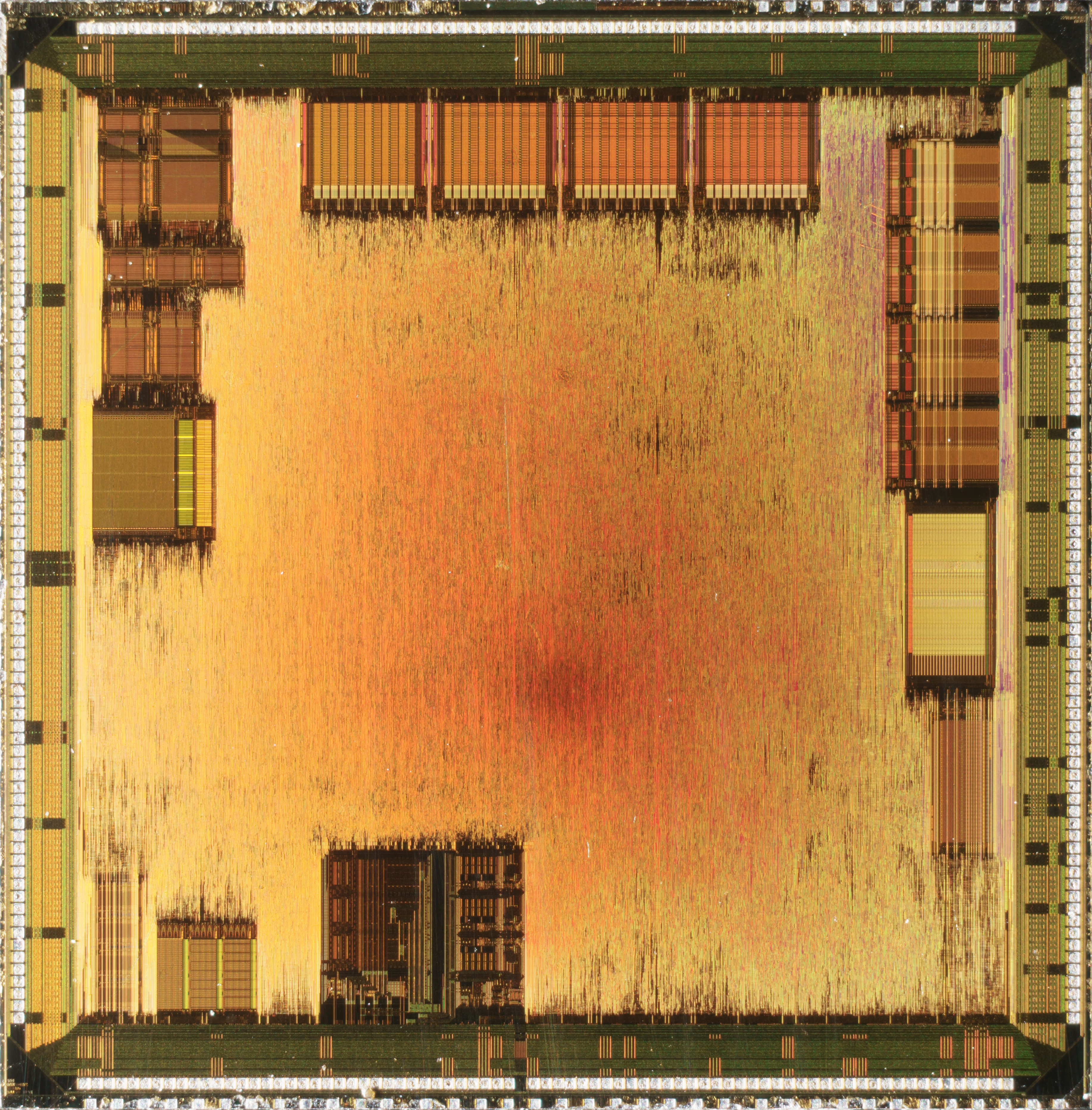
Rage PRO
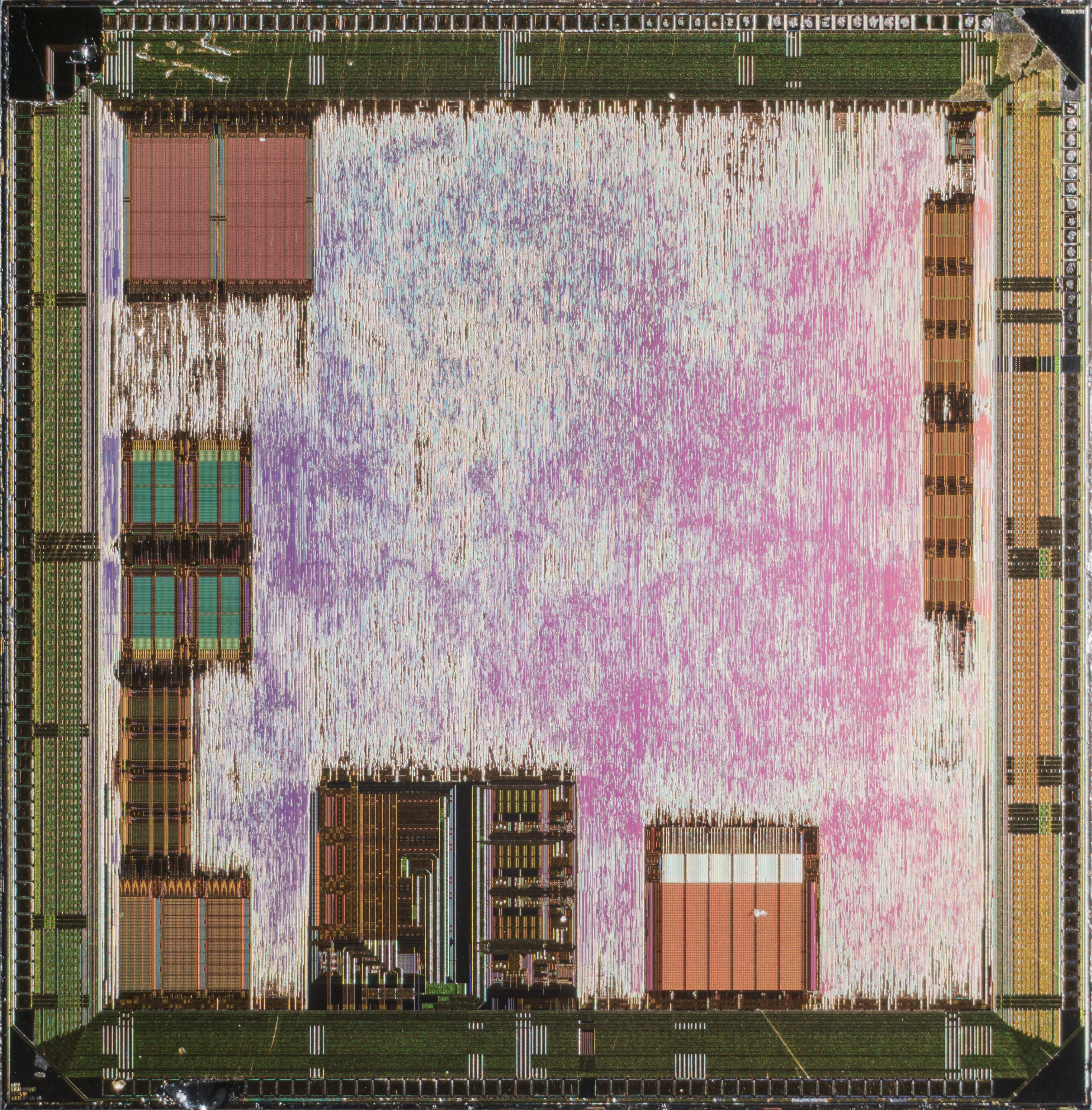
Rage IIC
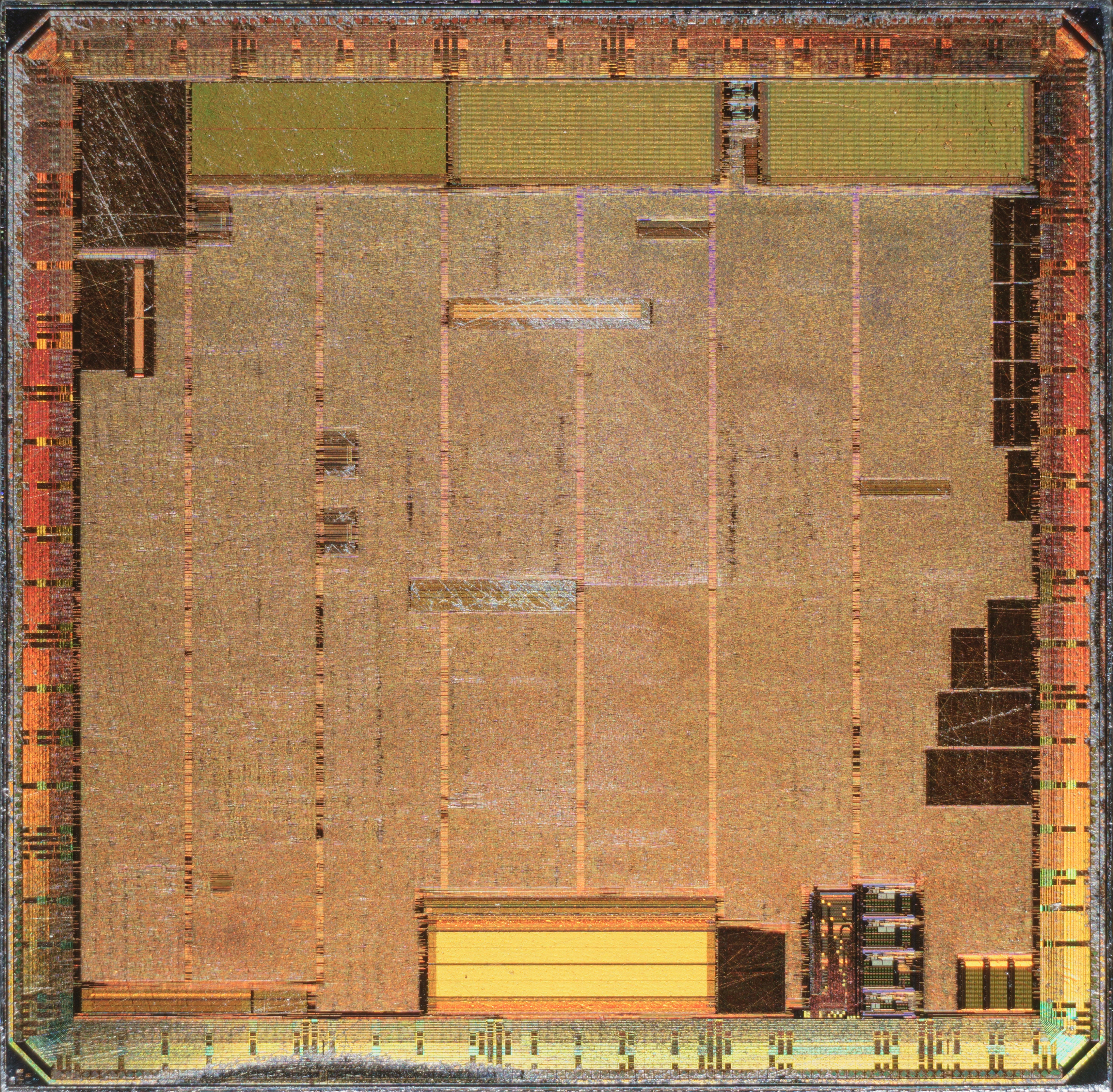
Rage 128 GL
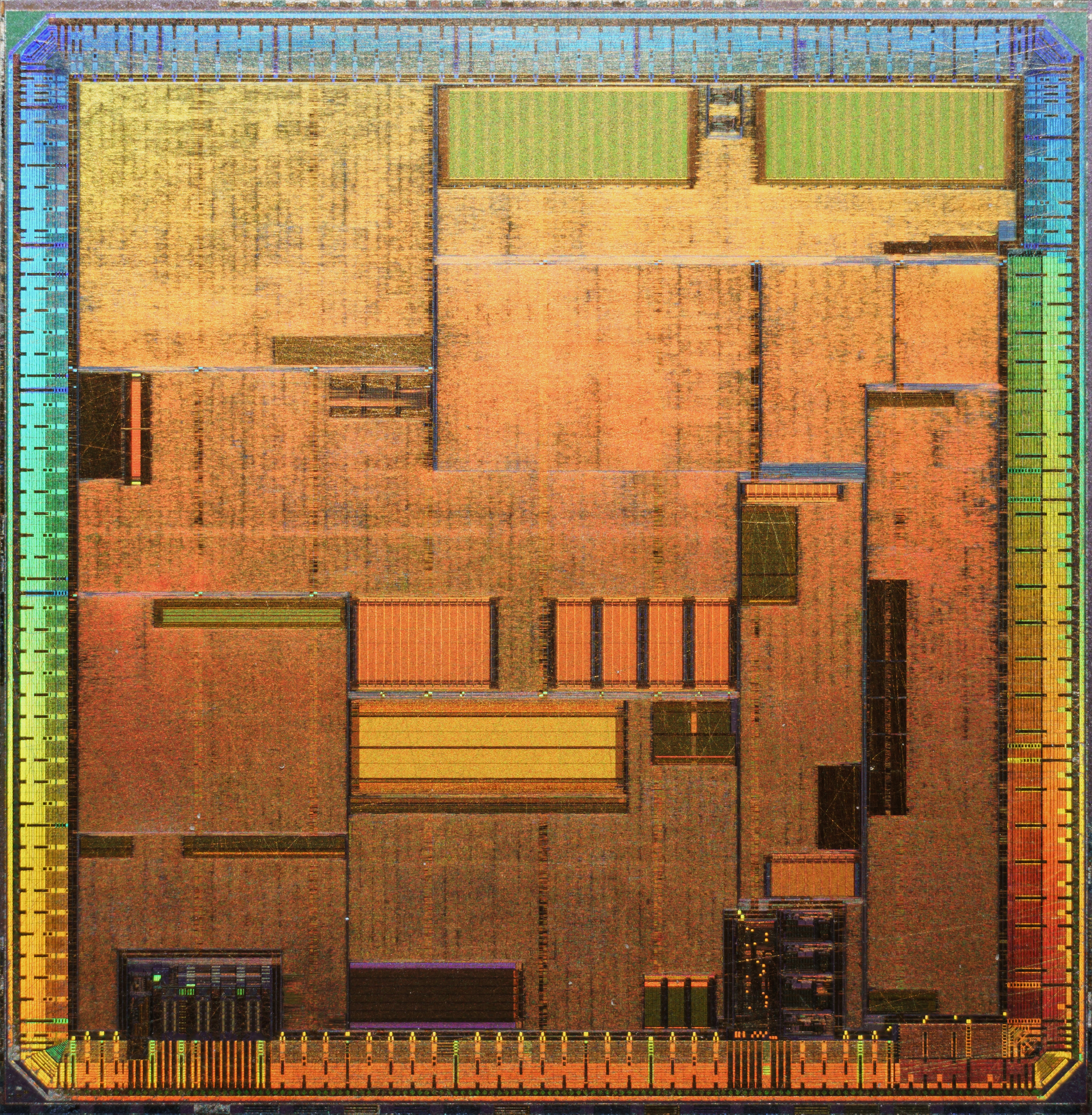
Rage 128 Pro

### Em geral
- "ATI RAGE Fury Pro Review" por Silvino Orozco e Thomas Pabst, Tom's Hardware, 8 de outubro de 1999, recuperado em 15 de janeiro de 2006
- "Comunicado de imprensa do ATI's Rage LT" pela ATI Technologies, 11 de novembro de 1996
- "Comunicado de imprensa do ATI Rage LT PRO" pela ATI Technologies, 10 de novembro de 1997
- "Comunicado de imprensa do 3D Rage PRO da ATI" pela ATI Technologies, 24 de março de 1997
- "XPERT 2000 PRO" da ATI Technologies, recuperado em 15 de janeiro de 2006 Arquivado em 2006-01-17 no Wayback Machine
- "3D Winbench 98 - Apenas um benchmark enganoso ou o melhor alvo para trapaças ?" por Thomas Pabst, Tom's Hardware, 15 de fevereiro de 1998, recuperado em 1 de junho de 2006
- "Comunicado à imprensa sobre a disponibilidade do ATI 3D Rage" Arquivado em 2016-09-15 no Wayback Machine 1 de abril de 1996